# ノマアキコ
ノマ アキコ（本名：野間 亜紀子、旧姓浜田、1980年2月13日 - ）は日本の歌手、ベーシスト、ギタリスト、作詞家、作曲家。

## 来歴
鹿児島県立松陽高校の同級生である中島優美と共にGO!GO!7188を結成し、2000年（平成12年）メジャー・デビュー。
2003年（平成15年）10月8日、1stソロアルバム『キラリ』をリリース。サポートメンバーにHEATWAVE、SOUL FLOWER UNION、Stereo Fabrication of Youth、宙ブラリなどが参加した。
2005年（平成17年）11月2日、2ndソロアルバム『あるようでないようで、あるもの』をリリース。サポートは細海魚やHEATWAVE。
2006年（平成18年）10月1日、結婚したことを発表。浜田亜紀子から野間亜紀子へとなり、ソロ活動の名義をノマアキコへと変更した。
2008年（平成20年）12月10日に発売された大槻ケンヂと絶望少女達の1stアルバム『かくれんぼか鬼ごっこよ』の収録曲『ヒキツリピカソ・ギリギリピエロ』の作詞を担当。
2009年（平成21年）5月、網膜剥離であることが判明し、GO!GO!7188の全国ツアー『ヘンテナツアー09』が中断。8月に振り替え公演が行われた。
2010年（平成22年）10月20日、妊娠5ヶ月であることを発表。2011年（平成23年）3月22日、3月13日に女児を出産していたことを発表。
2012年（平成24年）2月、ユウの脱退に伴いGO!GO!7188が解散することを公式サイトにて発表。同年夏頃より器楽曲・サーフロック・バンドのトーキョーキラーに参加。
2014年（平成26年）、バンドPIGGY BANKSを結成。同年4月22日、トーキョーキラーが1stアルバム『トーキョー★キラーストリート』をリリース。
2016年（平成28年）4月6日、PIGGY BANKSが1stフルアルバム『タイムスリラー』をリリース。同年8月より産休のためPIGGY BANKSのライブへの参加を休止。バンド自体は活動を継続。
2020年（令和2年）10月3日、番組のために作詞を手掛け、楽曲収録の際にはユウこと中島優美らと、のんのバックバンドとして参加した「ナマイキにスカート」が、新たなオープニングテーマ曲に採用された『ナマ・イキVOICE』に、ゲストで出演。

## 人物
元GO!GO!7188のベース・ボーカルで、バンドでは作詞を担当していた。バンドネームは「アッコ」。トーキョーキラーやPIGGY BANKS（ピギーバンクス）のベーシストとしても活動。鹿児島県在住で東京に通いながらバンド活動を行う。
GO!GO!7188については、「みんなで音楽をつくるのもライブをするのも楽しかった。忌野清志郎のような、音楽シーンを作った先輩たちとステージに立ち、横で間近で演奏しているのを見たり一緒に音を出したりして、20代の自分の全部みたいな感じ」と語っている。
鹿児島県で行われる音楽イベント「WALK INN FES!」では、ごみ拾い、ごみステーションのごみ回収、トイレ掃除、テーブル除菌、消毒液の補充、入場時の検温などを、第3回目の2016年（平成28年）から会場内で行っているボランティア「ですです隊」において隊長として活動しており、2021年（令和3年）5月5日放送の『てゲてゲ』では、ですです隊の隊長として出演。安田潤司やWALK INN FES!のエグゼクティブ・プロデューサーである野間太一とWALK INN FES!についてのYouTubeの番組にもゲストとして出演した。
私生活では週に1度、元教員である親戚の手助けを借りつつ、鹿児島市内の寺を借りて、自分や知り合いの母親たちのため不登校の子供たちの平日の居場所を作る「ともそだち」という活動も行っている。子供らが企画した運動会を開催したり、WALK INN FES!の会場内や2022年（令和4年）5月21日に鹿児島市の八重山公園で開催された野外イベント「八重山の森を守ろうフェス」において、子供ら主体の射的屋とフリーマーケットを出店したり、子供らが自作したゲームの体験コーナーも用意したりしている。また、「八重山の森を守ろうフェス」の音楽ステージでは、地元のミュージシャンと共にノマと子供らが演奏を披露し、2022年（令和4年）9月19日にKTS鹿児島テレビで放送された『KTSの日2020　テレビがつなぐ希望のエール』では、高校生の時の音楽の先生でもある鹿児島県立松陽高等学校音楽部の顧問が率いる母校の学生による演奏とノマのベースに合わせ、GO!GO!7188の曲「こいのうた」を子供たちが歌い、終盤は中孝介、カサリンチュの村山辰浩、地元の高校生らの合唱や吹奏楽部も交え子供らが合唱した。
『ふしぎの海のナディア』が好きで、『GO!GO!7188のallnightnippon-r』のディレクターからプレゼントされた、ふしぎの海のナディアのDVDを久しぶりに観て娘共々ハマり、作中に出てくるブルーウォーターを模したペンダントがオークションサイトで高額だったためレジンで自作し、山口県宇部市で行われた、ふしぎの海のナディア展を家族で観に行くほど好きであり、「私の世代にはど真ん中」「（庵野秀明作品では）エヴァンゲリオンよりナディア派」と自身でも語っている。

## ディスコグラフィー

### アルバム
| #   | タイトル                  | 作詞 | 作曲・編曲 |
| --- | ------------------------- | ---- | ---------- |
| 1.  | 「しずく」                |      |            |
| 2.  | 「忘却の海」              |      |            |
| 3.  | 「22」                    |      |            |
| 4.  | 「無様」                  |      |            |
| 5.  | 「鉄格子の空」            |      |            |
| 6.  | 「かわいい独房」          |      |            |
| 7.  | 「さいはて」              |      |            |
| 8.  | 「オシャレ地獄」          |      |            |
| 9.  | 「バクテリア」            |      |            |
| 10. | 「しずく(手のひらremix)」 |      |            |
| 11. | 「22 (ウタタネver)」      |      |            |

| #   | タイトル                   | 作詞 | 作曲・編曲 |
| --- | -------------------------- | ---- | ---------- |
| 1.  | 「まよなか」               |      |            |
| 2.  | 「君と僕ともどかしい距離」 |      |            |
| 3.  | 「やさしい時間」           |      |            |
| 4.  | 「陽だまり」               |      |            |
| 5.  | 「遊歩道」                 |      |            |
| 6.  | 「月のしずく」             |      |            |
| 7.  | 「羽」                     |      |            |
| 8.  | 「ヨーソロー」             |      |            |
| 9.  | 「心のボール」             |      |            |
| 10. | 「沈黙の海」               |      |            |

### 映像作品
|     | 発売日        | タイトル                                   | 規格 | 規格品番  | レーベル   | 備考 |
| --- | ------------- | ------------------------------------------ | ---- | --------- | ---------- | --- |
| 1st | 2006年5月26日 | 浜田亜紀子〜io world〜「環の音楽 in 滋賀」 | DVD  | HMBH-1024 | ハピネット | ライヴ･シリーズ『THE LIVE goes on』第8弾｡滋賀県の酒蔵｢岡村本家｣で2005年11月12日に行ったワンマンライヴを収録｡ |

## 提供曲
- E-girls
  - 「Run with You」（作詞） - シングル「あいしてると言ってよかった」収録（2018年1月31日）作曲：FAST LANE
- キラッとプリ☆チャン
  - 「キラッとプリ☆チャンランド」（作詞） - 「キラッとプリ☆チャン♪ソングコレクション～from MELODY FANTASY～ DX」収録（2020年12月2日）作・編曲：石塚玲依、歌：キラッCHU（山下七海）
- ばってん少女隊
  - 「STORM!」（作詞） - アルバム「ますとばい」収録（2017年6月21日）作曲：松隈ケンタ、編曲：SCRAMBLES
- のん
  - 「涙の味、苦い味」（作詞） - ミニアルバム「ベビーフェイス」収録（2019年6月12日）。作曲：ユウ（チリヌルヲワカ）[26]
  - 「やまないガール」（作詞） - ミニアルバム「ベビーフェイス」収録（2019年6月12日）。作曲：ユウ（チリヌルヲワカ）[26]
  - 「ナマイキにスカート」（作詞） - 配信限定シングル（2020年10月3日）。作曲：ユウ（チリヌルヲワカ）[17][18]